# Javiera Osorio
Javiera Antonieta Osorio Ghigliotto (Santiago, 24 de marzo de 1983) es una actriz chilena. 

## Biografía
Hija de Raúl Osorio Pérez y de Rebeca Ghigliotto Villar. Egresó de actriz de la Universidad Diego Portales en 2006.
Su desempeño actoral ha estado presente en los dos principales espacios de representación; teatro y audiovisual. También se ha desarrollado como docente en el ramo de movimiento impartiendo clases en universidades, talleres y escuelas de teatro.
En teatro ha trabajado con directores como Javier Ibarra Letelier, Rodrigo Achondo, Eduardo Pavez, Raúl Osorio, Ivan Parra y Carlos Huaico, habiendo estrenado doce importantes montajes, tales como; "Macbeth" de William Shakespeare, "Ricardo III" de William Shakespeare, "La Sonata de los Espectros" de August Strindberg, "Tres María y una Rosa" de Raúl Osorio, "Tío Vania" de Antón Chejóv, entre otras.

## Televisión
Su debut televisivo fue en 2004 en Quiero, si tú quieres, transmitida por Canal 13, interpretando a Ángela Silva, una auxiliar de aseo de la radio donde se desarrollaba la historia, si bien no pasa desapercibida, no vuelve a aparecer en otros proyectos.
Luego de seis años alejada de la pantalla, vuelve durante 2010, contratada por Televisión Nacional de Chile, para participar en la telenovela nocturna del segundo semestre de la estación 40 y tantos, con un rol de relevancia, Camila Elizalde, una muchacha que debe soportar la fuerte crisis matrimonial que viven sus padres, roles a cargo de Francisco Pérez-Bannen y Claudia Burr.
En 2013, es parte del elenco del área dramática de la telenovela Graduados de Chilevisión.

## Docencia
Profesora, especializada en el trabajo físico del actor. Se ha perfeccionado en el ramo de movimiento, impartiendo clases como profesora y ayudantías a Camila Osorio y Raúl Osorio en la Universidad de Chile, Universidad Mayor, Universidad del Desarrollo y la Academia de Actuación de Fernando González Mardones. Además, ha realizado clases en talleres para aficionados del arte de la representación en lugares como la Cárcel de Mujeres de San Joaquín, entre otros. Sus estudios de profundización -impartidos por destacados maestros- son: 
2012/ Taller. “Ecos del silencio” impartido por Julia Varley en Teatro Huemul.
2008/ Taller. “Taller de danza” dirigido por Tomás Bentin (Danés) en Universidad Finis Terrae. Encuentro Internacional de teatro Ayacucho, en Perú.
2002/ Taller. “Oriente-occidente” taller de movimiento dirigido por Elías Cohen y Paula Meru en Museo de la Solidaridad Salvador Allende.
2001/ Taller. “Taller de Acrobacia”. Dirigido por integrantes de la compañía Circo Barroque (Francia) en Museo de la Solidaridad Salvador Allende. 
2000/ Taller. “Taller de Actuación”. Dirigido por el maestro Raúl Osorio en el Museo de la Solidaridad Salvador Allende.
1998 – 2003/ Kung Fu Choy Lee Fut en la Academia del maestro Raoul Toutin

## Filmografía

### Telenovelas
| Teleseries | Teleseries            | Teleseries      | Teleseries  |
| Año        | Teleserie             | Rol             | Canal       |
| ---------- | --------------------- | --------------- | ----------- |
| 2004       | Quiero, Si tú quieres | Ángela Silva    | Canal 13    |
| 2010       | 40 y tantos           | Camila Elizalde | TVN         |
| 2013       | Graduados             | Luna García     | Chilevisión |

### Series de televisión
- La vida es una lotería (TVN, 2005) como Constanza.
- Los simuladores (Canal 13, 2005)
- Historias de campo (Chilevisión, 2009) - Isabel

## Programas de televisión
- Médium (TVN, 2012) - Ella misma